# Stor-Kräckeltjärnen
Stor-Kräckeltjärnen är en sjö i Älvdalens kommun i Dalarna och ingår i Dalälvens huvudavrinningsområde.